# Sōichirō Sorihashi
Sōichirō Sorihashi (反橋 宗一郎 Sorihashi Sōichirō?,  Prefectura de Kanagawa, Japón, 18 de septiembre de 1987) es un actor y actor de voz japonés, afiliado a Yoshimoto Creative Agency.

## Biografía
Sorihashi nació el 18 de septiembre de 1987 en la prefectura de Kanagawa, Japón. En 2010, tras haber incursionado en diversas actividades como participar en unidades actorales y actuar en el escenario, aplicó para el programa de audiciones Star Hime Sagashi Tarō, donde se destacó gracias a sus abrumadoras habilidades de canto. Sorihashi fue colocado en L.A.F.U., una nueva unidad de dieciséis miembros bajo el auspicio de Yoshimoto Kogyo. El grupo debutó con Sorihashi como vocalista principal en abril de 2011.
En 2012, Sorihashi también comenzó a ejercer actividades como actor de voz en series de anime y videojuegos, así como también asistente de eventos. En septiembre de 2016, L.A.F.U. se disolvió y desde entonces Sorihashi ha aparecido principalmente en obras de teatro.
En 2016, fue seleccionado para interpretar el papel de Ken Murata en el musical Kyō Kara Maō!: Maō bōsō-hen. Sorihashi fue el tercer actor en ocupar dicho rol, siendo sus antecesores Yūki Torigoe y Ryū Kiyama, respectivamente. Maō bōsō-hen fue la tercera adaptación a musical de la serie.

## Filmografía

### Teatro
- Debt Equity Swap (2009) como Shōhei
- Bidō Roman Daikatsugeki 〜Hakkenden〜 (2010) como Ōsumi Inuyama
- Makoto 〜tobidase shinsenkumi (2012) como Fujichi Saitō
- Uorutā miti ni sayonara (2013) como Súper Manta
- Okujō Wandārando (2013)
- Girls Rockettia (2013)
- Abc ★ Akasaka bōizukyabarē (2013) como Tadaaki Dōsono
- Arupusu ichimanjaku vol.1 (2013)
- L.A.F.Utheatrical performance vol.1 (2014)
- Myūjikaru ai no uta o utaou (2014)
- L.A.F.Utheatrical performance vol.2 (2014)
- It's awful! (2014)
- Closet ZERO (2014)
- Arupusu ichimanjaku vol.2 (2014)
- Harukanaru Jikū no Naka de 5 (2014)
- Agaruta no niji (2015)
- Hoshi no Koe (2015)
- Samurai Warriors (2015) como Masamitsu Asai
- Agaruta no hana (2015)
- Eru sabotāju (2015)
- La Corda d'Oro: BlueSky FirstStage (2015) como Shirou Egami
- Jinbōchō tokubetsu kōen shujinkō wa dare? (2015)
- Harukanaru Jikū no Naka de 6 como Periodista
- Butai Anjera (2016) como Karudan
- RANPO chronicle Shinkirō kitan (2016) como Shuen
- Heian shangurira! 〜Īna gokuraku, naku na uguisu, kyūchū Retsu-den〜 (2016) como Aki / Tei
- Rōdoku geki kumo wa waki, hikari afurete (2016)
- Butai gurafā 2 (2016) como Itami
- ōkina niji no ato de 〜fudō shi kyōdai〜 (2016) como Daichi Fudō
- Kyō Kara Maō!: Maō bōsō-hen (2016) como Ken Murata
- Bugbusters (2016) como Aoyagi
- The Legend of Heroes: Trails of Cold Steel (2017) como Patrick T. Higharms
- Dynasty Warriors (2017) como Gakushin
- Myūjikaru sayonara sorushie (2017) como Henri de Toulouse-Lautrec
- Black Dice (2017) como Kurokawa
- Gensō kitan shirohebi-den (2017) como Rey Lin
- Rōdoku geki in'yōshi (2017)
- Captain Tsubasa (2017) como Hikaru Matsuyama
- Hansamu rakugo dai 9-dan (2017)

### Televisión
- Star Hime Sagashi Tarō (TV Tokyo, 2010-11)
- Ja dekinai yume no 10-kakan (BS, 2012)
- Mōsō no ōji-sama (2014)
- Mono mane benishiroutagassen (Fuji Television)

### Videojuegos
- La Corda d'Oro (2012) como Junya Niwa
- Geten no Hana (2013) como Louis de Almeida
- Kiniro no Corda 3: AnotherSky (2014) como Mamoru Sorimachi
- Geten no Hana: Yume akari (2014) como Louis de Almeida
- Harukanaru Jikū no Naka de 6 (2015) como Periodista

### Videos musicales
- Budokan Concert - Love Psychedelico (2007)